# Bellender Hund
Bellender Hund oder Der bellende Hund ist die umgangssprachliche Bezeichnung für eine bekannte chemische Reaktion, die aufgrund ihrer optischen und akustischen Effekte zu Demonstrationszwecken im Chemieunterricht sowie in Schauvorlesungen und ähnlichen Veranstaltungen vorgeführt wird. Sie geht zurück auf den im 19. Jahrhundert lebenden Chemiker Justus von Liebig. Der Bekanntheitsgrad beruht teilweise auf dem Umstand, dass eine Vorführung durch Liebig vor der bayerischen Königsfamilie im April 1853 misslang und infolgedessen Liebig selbst sowie die Königin Therese und deren Sohn Luitpold von Bayern leicht verletzt wurden.
Zur Durchführung wird ein Gemisch aus dampfförmigem Kohlenstoffdisulfid und dem Gas Stickstoffmonoxid in einen senkrecht stehenden Glas- oder Metallzylinder gefüllt und am oberen Ende des Zylinders durch eine offene Flamme entzündet. Es verbrennt in der Folge mit rasch nach unten verlaufender Flamme und einem intensiven hellblauen Leuchten, das zu den wenigen Beispielen von Chemolumineszenz in einer Gasphase zählt. Als Reaktionsprodukte dieser exothermen Reaktion entstehen Kohlendioxid, Schwefeldioxid und Stickstoff sowie gegebenenfalls, je nach stöchiometrischem Verhältnis der Ausgangsstoffe, geringe Mengen Schwefel, der aufgrund seiner gelben Farbe an der Wand des Zylinders sichtbar ist. Des Weiteren kommt es durch die Deflagration (Verpuffung) in Abhängigkeit von Höhe und Durchmesser des Zylinders zu einem charakteristischen Geräusch, das dem Bellen oder Jaulen eines Hundes ähnelt und der Reaktion ihren Namen gab.
Die Verbrennung von aerosol- oder dampfförmigen Alkoholen wie Methanol oder Ethanol in einem ähnlichen Gefäß führt zu vergleichbaren optischen und akustischen Effekten. Als Oxidator können, mit höherer Reaktionsintensität, auch das ungiftige Distickstoffmonoxid oder Sauerstoff anstelle von Stickstoffmonoxid verwendet werden. Die Reaktion ähnelt der Knallgasprobe, die ebenfalls häufig im Chemieunterricht vorgeführt wird.